# Diócesis de Chiclayo
La diócesis de Chiclayo (en latín: Dioecesis Chiclayensis) es una circunscripción eclesiástica de la Iglesia católica en Perú, una diócesis latina sufragánea de la arquidiócesis de Piura. Desde el 14 de febrero de 2024 su obispo es Edinson Farfán (O. S. A).

## Territorio y organización
La diócesis tiene 15 649 km² y extiende su jurisdicción sobre los fieles católicos de rito latino residentes en el departamento de Lambayeque y en la provincia de Santa Cruz del departamento de Cajamarca.
La sede de la diócesis se encuentra en la ciudad de Chiclayo, en donde se halla la Catedral de Santa María.
En 2021 en la diócesis existían 22 parroquias:
- En la provincia de Chiclayo:
  - Parroquia La Piedad - Pucalá
  - Parroquia La Inmaculada - Urrunaga
  - Parroquia María del Perpetuo Socorro - Pomalca
  - Parroquia Nuestra Señora de Guadalupe
  - Parroquia Nuestra Señora de la Consolación
  - Parroquia Nuestra Señora del Carmen - Pimentel
  - Parroquia San José Patriarca - Caleta San José
  - Parroquia Santa Rosa - Distrito Santa Rosa
  - Parroquia San Pedro - Distrito Monsefú
  - Parroquia Santa María Magdalena - Ciudad Etén
  - Parroquia San Martín de Thours - Reque
  - Parroquia San Francisco de Asís - Distrito Lagunas
  - Parroquia Santo Toribio de Mogrovejo - Zaña
  - Parroquia Cristo Rey - Cayalti
  - Parroquia San Juan Bautista - Oyotún
  - Parroquia Nuestra Señora del Carmen - Pátapo
  - Parroquia Sagrado Corazón de Jesús - Batangrande
  - Parroquia Sagrado Corazón de Jesús
  - Parroquia Sagrada Familia
  - Parroquia Señor de los Milagros
  - Parroquia San Antonio de Padua
  - Parroquia San José Obrero
  - Parroquia San Juan Apóstol
  - Parroquia San Juan María Vianney
  - Parroquia San Juan XXIII
  - parroquia San Julián - Motupe
  - Parroquia San Martín de Porres
  - Parroquia San Miguel Arcángel
  - Parroquia San Vicente de Paul
  - Parroquia Santa Ana - Tumán
  - Parroquia Santa María Catedral
  - Parroquia Santa María del Camino
  - Parroquia Santa María del Valle
  - Parroquia Santa Rosa de Lima
  - Parroquia Santísima Cruz
  - Parroquia Santo Domingo de Guzmán - Olmos

- En la provincia de Lambayeque:
  - El actual papa León XIV en Perú en 2012Parroquia San Pedro.
  - Parroquia San Pedro de Mórrope

- En la provincia de Ferreñafe:
  - Parroquia Santa Lucía.

- En la provincia de Santa Cruz:
  - Parroquia La Inmaculada.

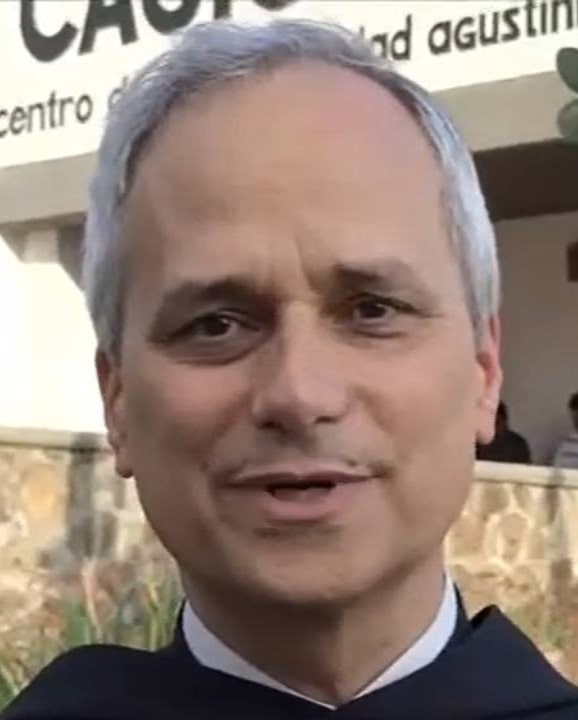
El actual papa León XIV en Perú en 2012

Además existe el Santuario Monasterio de Nuestra Señora de la Paz.
En 1959 Daniel Figueroa adquirió 17 000 m² de un terreno en donde se erigiría el futuro centro de formación de prebisterio, el Seminario Mayor Santo Toribio de Mogrovejo.

## Historia
La diócesis fue erigida el 17 de diciembre de 1956 con la bula Sicut materiam del papa Pío XII, obteniendo el territorio de la arquidiócesis de Trujillo y de la diócesis de Cajamarca.
El 7 de abril de 1963 cedió una porción de su territorio para la erección de la prelatura territorial de Chota mediante la bula Pontificale munus del papa Juan XXIII.
Originalmente sufragánea de la arquidiócesis de Trujillo, pasó a formar parte de la provincia eclesiástica de Piura el 30 de junio de 1966.
Entre 2015 y 2023, el obispado de la diócesis de Chiclayo estuvo administrada por Robert Francis Prevost (O.S.A.), quien fuera elegido papa bajo el nombre de León XIV el 8 de mayo de 2025.

## Estadísticas
Según el Anuario Pontificio 2022 la diócesis tenía a fines de 2021 un total de 1 121 770 fieles bautizados.
| Año                                                                             | Población | Población | Población      | Sacerdotes | Sacerdotes | Sacerdotes | Católicos por sacerdote | Diáconos permanentes | Religiosos | Religiosos | Parroquias y cuasiparroquias |
| Año                                                                             | Católicos | Total     | % de católicos | Total      | Diocesanos | Regulares  | Católicos por sacerdote | Diáconos permanentes | Masculinos | Femeninos  | Parroquias y cuasiparroquias |
| ------------------------------------------------------------------------------- | --------- | --------- | -------------- | ---------- | ---------- | ---------- | ----------------------- | -------------------- | ---------- | ---------- | ---------------------------- |
| 1959                                                                            | 360 000   | 400 000   | 90.0           | 54         | 27         | 27         | 6666                    |                      | 33         | 54         | 33                           |
| 1966                                                                            | 350 000   | 400 000   | 87.5           | 73         | 38         | 35         | 4794                    |                      | 40         | 100        | 28                           |
| 1970                                                                            | 370 500   | 390 000   | 95.0           | 82         | 38         | 44         | 4518                    |                      | 50         | 121        | 30                           |
| 1976                                                                            | 550 119   | 564 227   | 97.5           | 71         | 41         | 30         | 7748                    |                      | 36         | 90         | 37                           |
| 1980                                                                            | 574 000   | 637 000   | 90.1           | 75         | 47         | 28         | 7653                    |                      | 32         | 80         | 37                           |
| 1990                                                                            | 769 000   | 854 000   | 90.0           | 89         | 61         | 28         | 8640                    |                      | 31         | 101        | 39                           |
| 1999                                                                            | 1 000 462 | 1 112 879 | 89.9           | 83         | 64         | 19         | 12 053                  |                      | 23         | 123        | 42                           |
| 2000                                                                            | 1 019 545 | 1 137 391 | 89.6           | 87         | 68         | 19         | 11 718                  | 2                    | 23         | 117        | 43                           |
| 2001                                                                            | 1 032 426 | 1 139 392 | 90.6           | 86         | 68         | 18         | 12 004                  |                      | 22         | 135        | 42                           |
| 2002                                                                            | 1 048 167 | 1 114 609 | 94.0           | 93         | 72         | 21         | 11 270                  |                      | 25         | 136        | 42                           |
| 2003                                                                            | 1 063 908 | 1 170 660 | 90.9           | 97         | 78         | 19         | 10 968                  |                      | 21         | 146        | 43                           |
| 2004                                                                            | 1 083 908 | 1 188 219 | 91.2           | 99         | 79         | 20         | 10 948                  |                      | 22         | 142        | 45                           |
| 2006                                                                            | 1 115 000 | 1 218 000 | 91.5           | 109        | 82         | 27         | 10 229                  |                      | 37         | 153        | 47                           |
| 2009                                                                            | 1 254 000 | 1 148 309 | 91.6           | 106        | 80         | 26         | 10 833                  |                      | 34         | 153        | 46                           |
| 2013                                                                            | 1 132 202 | 1 275 215 | 88.8           | 113        | 91         | 22         | 10 019                  |                      | 33         | 138        | 48                           |
| 2016                                                                            | 1 175 960 | 1 305 872 | 90.1           | 111        | 93         | 18         | 10 594                  |                      | 25         | 169        | 48                           |
| 2019                                                                            | 1 076 079 | 1 271 457 | 84.6           | 115        | 96         | 19         | 9357                    |                      | 21         | 168        | 50                           |
| 2021                                                                            | 1 121 770 | 1 349 387 | 83.1           | 110        | 90         | 20         | 10 197                  |                      | 22         | 158        | 50                           |
| Fuente: Catholic-Hierarchy, que a su vez toma los datos del Anuario Pontificio. |           |           |                |            |            |            |                         |                      |            |            |                              |

También trabajan en la evangelización miembros de otras instituciones eclesiásticas: 3 comunidades de monjas contemplativas, 40 comunidades de congregaciones religiosas y asociaciones, un instituto secular (de Las Cruzadas de Santa María), 8 movimientos apostólicos y la prelatura personal de la Santa Cruz y Opus Dei.

## Episcopologio
- Daniel Figueroa Villón † (17 de diciembre de 1956-30 de enero de 1967 falleció)
- Ignacio María de Orbegozo y Goicoechea † (26 de abril de 1968-4 de mayo de 1998 falleció)
- Jesús Moliné Labarta (4 de mayo de 1998 por sucesión-3 de noviembre de 2014 retirado)
- Robert Francis Prevost, O.S.A. (26 de septiembre de 2015-30 de enero de 2023 nombrado prefecto del Dicasterio para los Obispos y presidente de la Pontificia Comisión para América Latina).[nota 1][nota 2] Actual papa de la Iglesia católica bajo el nombre de León XIV.
- Edinson Edgardo Farfán Córdova, O.S.A., desde el 14 de febrero de 2024